# Kopftörl

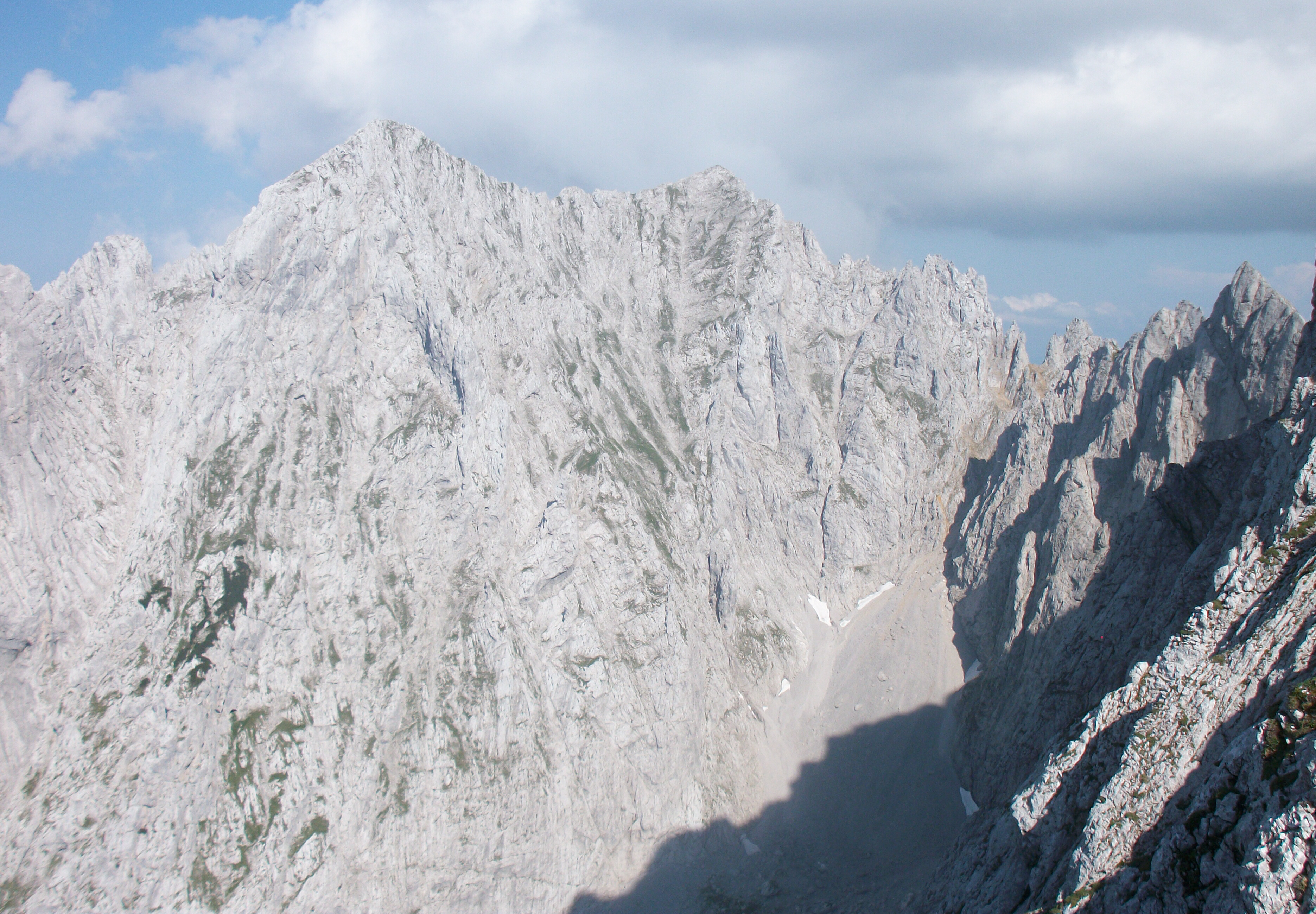
Hintere (links) und Vordere Karlspitze (rechts) von Osten – Blick vom Gipfel der Gamshalt, ganz links die Fleischbank, rechts das Kopftörl, der Kopftörlgrat und unten der Hohe Winkel

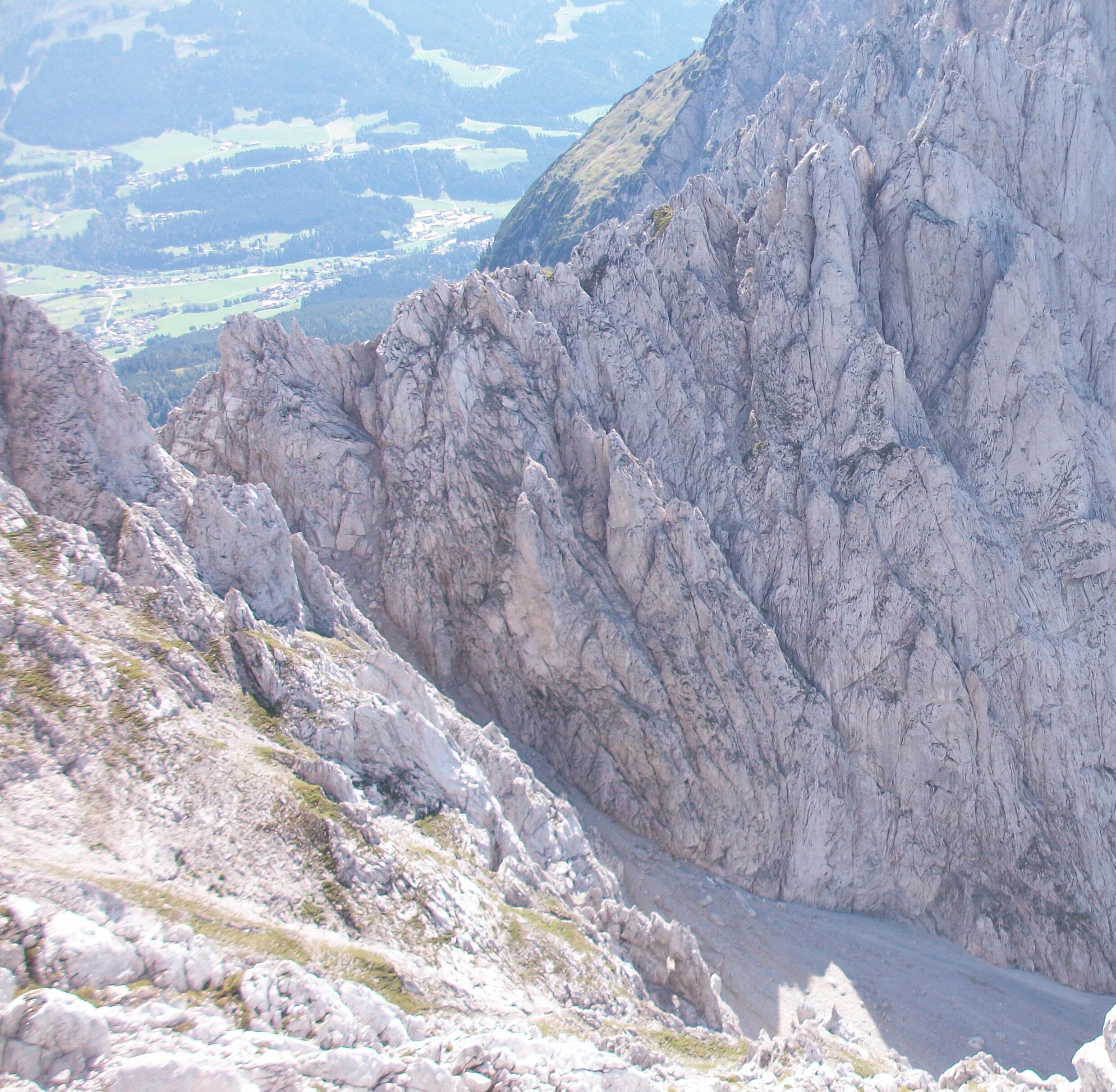
Blick auf die Nordseite des Kopftörls aus Nordosten, gesehen vom Grat der Karlspitzen

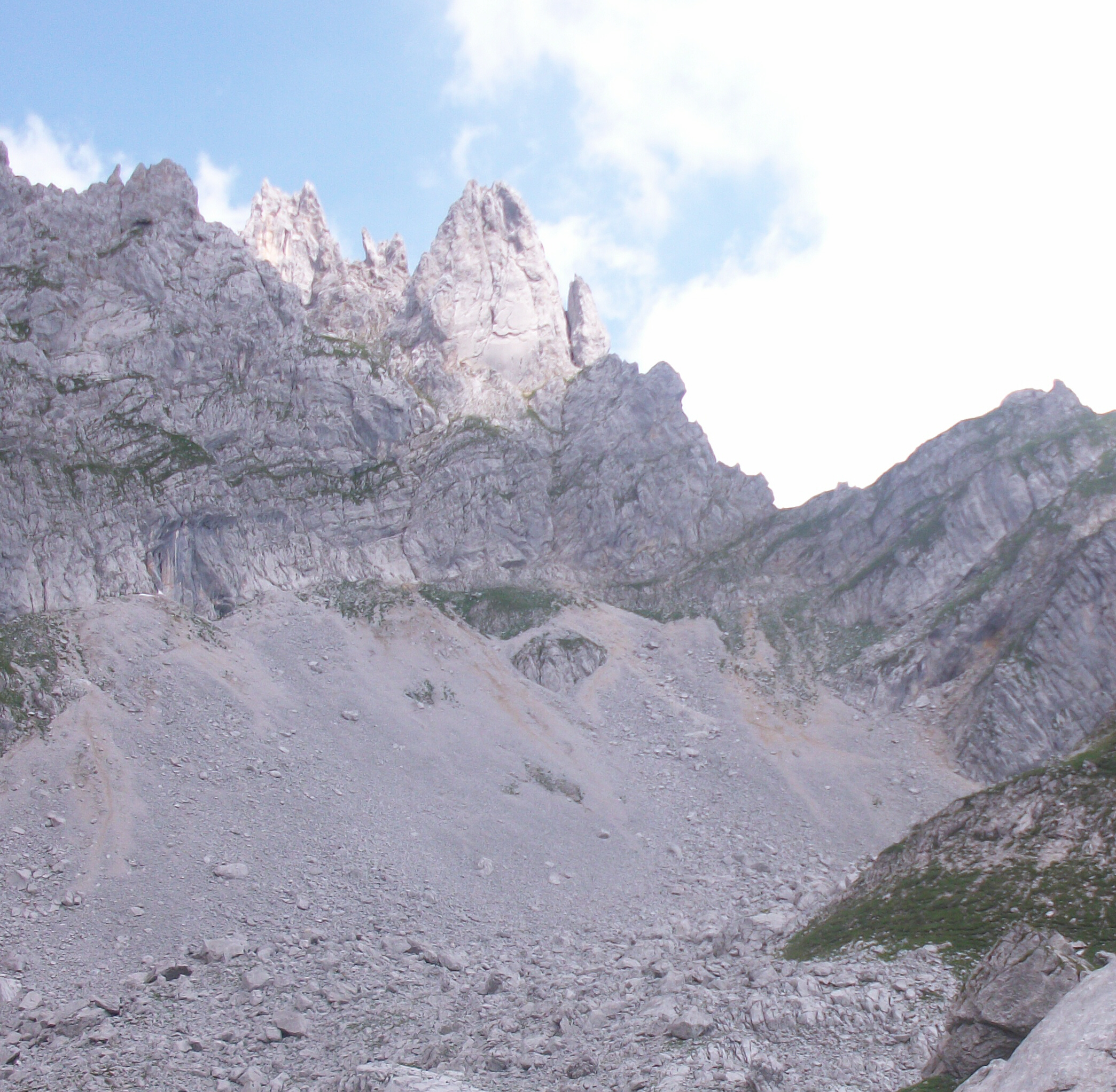
Blick auf den Gratbereich des Kopftörls (Südseite) aus Südwest, gesehen vom Hochgrubachkar

Das Kopftörl ist ein 2058 m ü. A. hoher Gebirgsübergang im Kaisergebirge in den Nördlichen Kalkalpen.

## Lage
Das Kopftörl liegt zwischen der Ellmauer Halt (westlich) und der Vorderen Karlspitze (östlich). Nördlich schließt der Hohe Winkel (gerölliges, steiles Hochkar) an, südlich fällt das Gelände steil mit Grasschrofen und felsdurchsetztem Gelände Richtung Hochgrubachkar und von dort weiter grasig und teils mit Latschen bewachsen zur Gruttenhütte hin ab.

## Route
Ein markierter und häufig begangener Steig führt von der südlich gelegenen Wochenbrunneralm an der Gruttenhütte vorbei hinauf zum felsigen Verbindungsgrat von Ellmauer Halt und der Vorderen Karlspitze zum kleinen Durchschlupf nach Süden, dem Kopftörl (dort teils versichertes Routenstück). Vom Kopftörl führt die markierte Route unmittelbar durch einen schmalen Felsspalt am 20 Meter hohen Kaindl-Stewart-Turm (auch Kaindl-Stewart-Nadel genannt) vorbei und dann steil hinab auf zunächst hartem Untergrund (oft bis in den Herbst Altschneefeld) und später über viel Geröll durch das Hochkar Hoher Winkel, bis weiter unten der Steig durch Wald und über die Neustadler-Wiese hinabführt zum Hans-Berger-Haus. Alternativ kann man bei der Neustadler-Wiese rechts abzweigen hinauf zum Stripsenjochhaus, welches auch über eine Abkürzung direkt vom Hohen Winkel (allerdings deutlich schwieriger, da teils ausgesetzt, felsig, aber teils versichert) erreicht werden kann.
Die Route ist ab dem Hochgrubachkar teils ausgesetzt und erfordert daher Trittsicherheit, Schwindelfreiheit und alpine Erfahrung. Auf der Südseite ist eine längere Felsstufe, die direkt zum Kopftörl hinaufführt. Sie ist mit Drahtseilen versichert und mit Eisenstiften entschärft. Steinschlaggefahr muss beachtet werden.